# Cairn de Kerleven
Le cairn de Kerleven, est un cairn dolménique situé sur la commune de La Forêt-Fouesnant, dans le département français du Finistère. Il est constitué de deux cairns accolés construit successivement. L'ensemble ainsi constitué comporte trois chambres précédées d'un couloir.

## Historique
Le site était connu mais ne figurait pourtant pas dans les premiers inventaires dressés au XIXe siècle. En 1937, Pierre-Roland Giot dresse un croquis des dalles visibles en surface, mais peu à peu envahi par les broussailles, l'édifice devient invisible au point qu'on le croît momentanément disparu. En 1960, le nouveau propriétaire du terrain décide d'y installer un camping et lors des travaux de terrassement réalisés sur place, l'édifice est redécouvert par accident, son sommet est nivelé et la partie occidentale du cairn est pratiquement totalement détruite. Avec l'accord du propriétaire, trois campagnes de fouilles y sont menées de 1961 à 1965 et l'édifice a bénéficié d'une restauration partielle en fin d'opération.
Le site est classé au titre des monuments historiques par arrêté du 15 avril 1965.

## Architecture
Le cairn a été élevé au sommet d'un promontoire dominant le fond de la baie de la Forêt. Il est de forme sub-trapézoïdale, orienté selon un axe ouest-nord-ouest/est-sud-est. Le cairn est ceinturé par des murs de parement en pierres sèches. L'existence de murs de parement internes au cairn indique que l'ensemble actuel fut construit en deux étapes : un premier cairn, correspondant à l'extrémité occidentale de l'ensemble, fut construit, sur lequel vint s'appuyer un second cairn édifié par la suite. Si les dimensions d'origine de l'ensemble ainsi constitué demeurent incertaines, compte tenu de la destruction quasi-intégrale du premier cairn, elles pourraient avoir atteint environ 8 à 12 m de largeur sur 25 m de longueur. L'ensemble comprend trois chambres à couloir : une unique chambre (dénommée chambre A par les fouilleurs) dans le premier cairn et deux chambres dans le second cairn (dénommées B et C). Les couloirs pourraient à l'origine avoir été couvert avec des dalles en migmatite d'origine locale, par contre ce type de couverture doit être exclu pour les chambres qui devaient bénéficier d'un type d'encorbellement bas spécifique. La chambre C fut ainsi découverte entièrement comblée par des pierrailles sans ordre, ce qui pourrait correspondre à l'effondrement de l'encorbellement la recouvrant à l'origine.
Avec ses petites chambres symétriques, le monument présente des affinités architecturales avec les tumulus mégalithiques du Morbihan (Gavrinis, Petit Mont, Mané-Carnaplaye, Roc-en-Aud) alors que l'existence de compartiments internes rappellent ceux observés dans d'autres sites mégalithiques du sud-Finistère (Menez Goarem ar Feunteun, Pointe du Souc'h).

### Premier cairn
Il n'en demeure que le côté est et une partie de la façade sud. Il devait avoir à l'origine une forme à peu près carrée et mesurer environ 12 m de chaque côté. L'angle sud-est, le seul subsistant, est arrondi. La façade sud comporte un seul mur de parement tandis que la façade est en comporte deux. Il renferme une seule chambre, dont il ne subsiste que l'angle sud-est et une partie du couloir d'accès, qui devait avoir une forme quadrangulaire. Le couloir d'accès est délimité par une alternance de murets en plaquettes et d'orthostates. Le sol comporte un dallage constitué de trois longues dalles disposées perpendiculairement à l'axe du couloir.

### Deuxième cairn
Sa forme s'apparente à celle d'un trapèze irrégulier, dont la grande base serait située au sud (environ 14 m de longueur) avec des côtés ouest et est mesurant respectivement environ 10,50 m de longueur et 8 m de longueur. Sur la façade sud, le mur de parement externe est doublé à environ 0,80 m de distance par un second mur interne. Le côté nord, en partie détruit, comportait un parement de type assez grossier, quant au côté est, il a été entièrement détruit.
Les deux chambres B et C furent construites à la même époque, elles ne sont séparées que par une mince cloison de 0,80 cm d'épaisseur. Leur architecture est très similaire. Les deux couloirs sont parallèles (orientés à 195°), plus étroits à l'entrée (respectivement 0,70 m et 0,75 m de large) qu'au débouché sur la chambre (0,95 m et 1 m). Les couloirs se prolongent à l'intérieur des chambres, tout particulièrement dans la chambre C, formant des compartiments internes. La chambre B mesure 4 m de long sur 3,75 m de large. Elle comporte une cellule adventice bien distincte dans l'angle nord-ouest, en forme de pentagone irrégulier (1,60 m de long sur 1,40 m de large), avec une entrée étroite (0,50 m de large) encadrée par deux dalles verticales. D'autres compartiments internes, désormais détruits, peuvent avoir existé à l'origine.
La chambre C est la mieux conservée, notamment dans son angle sud-est. D'après les dalles encore debout, on peut ainsi estimer la hauteur minimale de cette chambre à 1,70 m et celle de son couloir à 1,10 m. Ce dernier est délimité sur toute sa longueur par de nombreux orthostates pratiquement jointifs. Il se prolonge sur 1,75 m de longueur à l'intérieur de la chambre. Celle-ci est de forme trapézoïdale : 4 m de long côté couloir et 3 m de long en fond de chambre sur 8 m de profondeur. Elle comporte trois compartiments bien distincts dans les coins sud-ouest, nord-ouest et sud-est. Le coin nord-est n'est pas aussi bien délimité mais il est précédé de trois piliers disposés en arc de cercle. Il est à noter que si on prolongeait cet arc de cercle, ses extrémités sud correspondraient très approximativement aux deux dernières dalles du couloir. Cette structure ainsi complète pourrait, à l'origine, avoir formé, au niveau du sol, un genre de hall desservant les autres compartiments de la chambre, et, au niveau du plafond, avoir contribué au support de linteaux sur lesquels reposaient transversalement des dalles de couverture ou un encorbellement. Le compartiment sud-est comportait un dallage constitué de petites dalles en micaschiste. Une grande dalle échancrée en migmatite, comportant des traces de façonnage, et une autre plus petite, toutes deux trouvées à l'entrée de la chambre pourraient correspondre à deux éléments de la fermeture de la chambre du type « chatière + opercule », système que l'on retrouve, dans le Finistère uniquement à la Pointe du Souc'h, mais couramment dans les édifices mégalithiques du sud de la France.

## Matériel archéologique et datation
L'essentiel du matériel archéologique a été découvert devant l'entrée des trois chambres, provenant probablement des déblais de pillages antérieurs, et, dans une moindre mesure, dispersé dans la pierraille du cairn. La fouille de la chambre A n'a pratiquement livré aucun matériel. .
La céramique retrouvée correspond à des tessons de vases à fond rond et pâte noire, généralement fine, et des tessons plus petits à pâte rouge. L'ensemble est assez homogène et correspond à des vases « bien façonnés, bien lissés, et la pâte est généralement de bonne qualité ». On peut y distinguer les fragments d'un vase de type « brûle-parfum » souvent présent dans les tombes datées du Chasséen de l'Ouest de la France, peu courant dans le Finistère mais plus fréquent dans le Morbihan et le Centre-ouest. Les tessons plus grossiers découverts dans les niveaux supérieurs du cairn et « nettement apparentés à la poterie de Kerugou » peuvent correspondre à une fréquentation ultérieure du site sans réutilisation des chambres.
Le matériel lithique est assez pauvre, il comprend de petits éclats de silex et de quartzite, de petites lames en silex, une hache polie en roche verte et un fragment de hache polie en dolérite de « type A ». Ces haches appartiennent à une époque plus tardive que la céramique découverte et comme elles ont été retrouvées uniquement dans la tombe B, elles pourraient correspondre à une réutilisation plus tardive de cette seule chambre.
Une perle en verre bleu est l'unique élément de parure découvert sur le site.
« Le mobilier funéraire de Kerleven, par bien des points, s'apparente aux mobiliers des nécropoles de Kervadel-Kervinion et du Souc'h ». Une datation au Carbone 14 d'un charbon de bois recueilli dans l'angle sud-est de la chambre A indique une période autour de 2875 av. J.-C. (+/- 125) compatible avec le mobilier céramique découvert et le style architectural des tombes.